# Taocheng, Anhui
Taocheng är en köping i östra Kina. Den ligger i Langxi härad i staden Xuancheng i provinsen Anhui, omkring 210 kilometer sydost om provinshuvudstaden Hefei. Antalet invånare är 28 525. Befolkningen består av 12 869 kvinnor och 15 656 män. Barn under 15 år utgör 14,0 %, vuxna 15-64 år 73 %, och äldre över 65 år 12,0 %.